# Toxeuma hawaiiensis
Toxeuma hawaiiensis är en stekelart som beskrevs av William Harris Ashmead 1901. Toxeuma hawaiiensis ingår i släktet Toxeuma och familjen puppglanssteklar. Inga underarter finns listade i Catalogue of Life.